# Auhof (Gemeinde Perg)

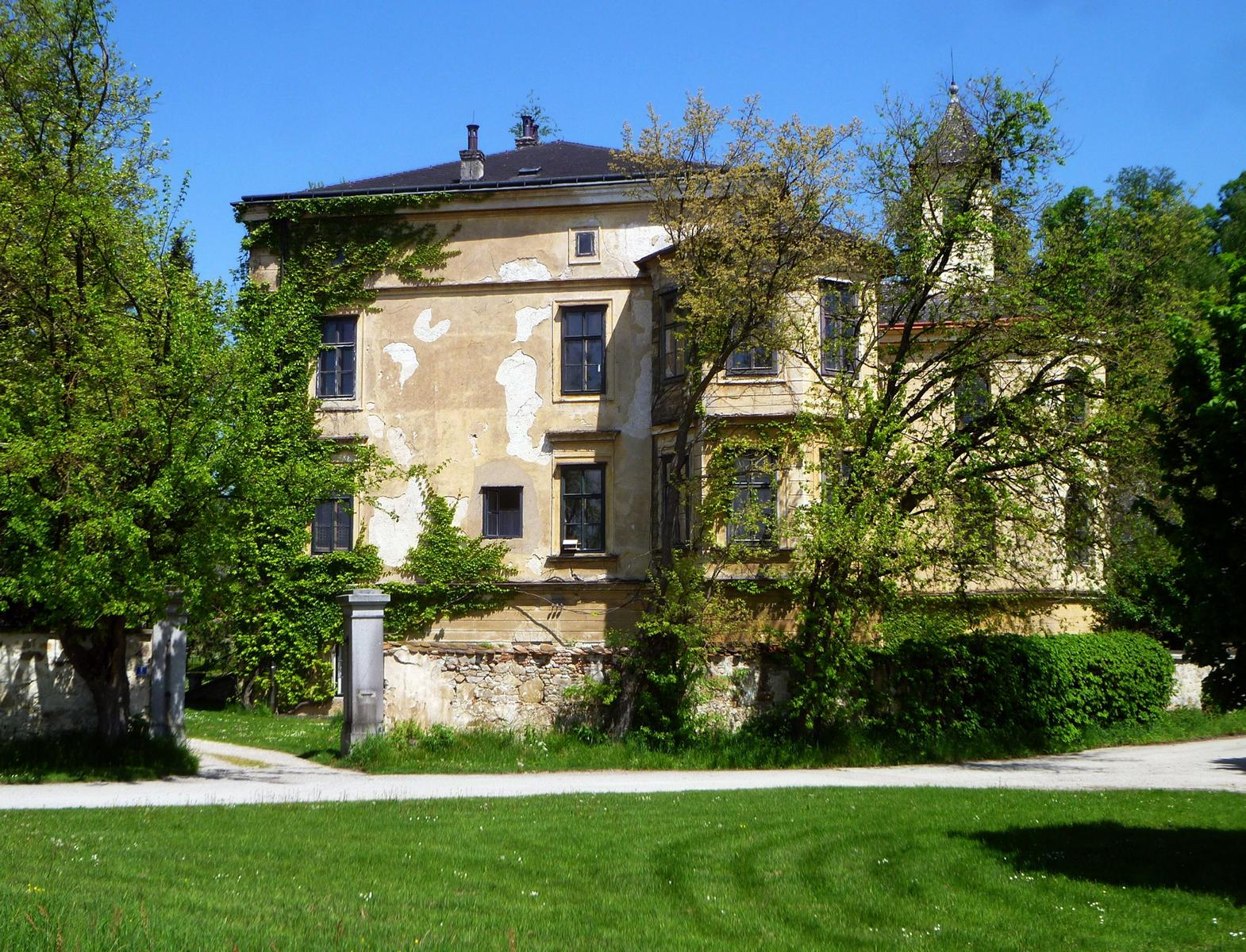
Schlossgebäude im Stil der Gründerzeit

Auhof ist eine Ortschaft in der Katastralgemeinde Pergkirchen der Stadtgemeinde Perg im Bezirk Perg in Oberösterreich.

## Geographie
Die Ortschaft befindet sich im Südosten der Stadtgemeinde Perg und grenzt im Süden an die Katastralgemeinde Baumgarten der Nachbargemeinde Naarn im Machlande, im Westen an die Ortschaft Kickenau der Katastralgemeinde Perg, im Norden an die Ortschaft Thurnhof der Katastralgemeinde Pergkirchen und im Osten an die Ortschaften Pergkirchen und Tobra in der Katastralgemeinde Pergkirchen.
Durch die Ortschaft fließt der Auhofbach, der über den kleinen Naarn- und den Tobrakanal in die Naarn entwässert.
Auhof befindet sich aus geologischer und geomorphologischer Sicht sowie unter Aspekten der Raumnutzung in den beiden oberösterreichischen Raumeinheiten Südliche Mühlviertler Randlagen und Machland.

## Geschichte
Funde einer menschlichen Siedlungen (einige Wohngruben und ein Töpferofen) stammen aus der Hallstattzeit (etwa 600 Jahre vor Christus) und wurden bei systematischen Grabungen 1965 und 1967 auf dem Hausberg des Klamhofes in Auhof gefunden. Eine umfangreiche Aufarbeitung der Funde erfolgte durch den Heimatverein Perg, der diese im Heimathaus-Stadtmuseum Perg ausstellt.
Bei den eben erwähnten Grabungen wurde auch ein Gräberfeldes mit 130 Gräbern samt Grabbeigaben und eines heidnischen Bestattungsplatzes freigelegt und in die Zeit vom 6. bis zum 8. Jahrhundert nach Christus datiert, womit die Anwesenheit altslawischen Bauern neben der baierisch-fränkischen Bevölkerung nachgewiesen werden konnte.
Weitere Zeugen der Geschichte sind:
- Schloss Auhof, ein bereits Ende des 13. Jahrhunderts erstmals erwähnter Edelmannsitz von Dietrich und Dietmar von Au, der im 17. Jahrhundert zunächst Joachim Enzmilner und danach mehr als zwei Jahrhunderte dem Stift Baumgartenberg gehörte. Erhalten sind das Schlossgebäude im Stil der Gründerzeit samt historischer Gartenanlage und Meierhof. Im nordöstlichen Bereich der Gartenanlage befindet sich eine Gruftkapelle. Privatbesitz, Auhof Nr. 1.
- Klamhof (Klammhof). Alter Freihof (Besitz eines Freibauern oder Kleinadeligen). Nun ein bäuerlicher Vierkanter. Privatbesitz, Auhof Nr. 7.
- Ottenhof. Alter Freihof ähnlich dem Klamhof. Nun ein bäuerlicher Vierkanter. Privatbesitz, Auhof Nr. 13. Gehöftname Haindlbauer.[2]

## Bevölkerung
Für Auhof werden im Historischen Ortslexikon für Oberösterreich im Jahr 1788 11 Häuser angegeben. 1825 wohnten 71 Personen in 13 Häusern, 1869 105 Personen in 13 Häusern. 1951 wurden 102 Personen in 17 Häusern, 1961 94 Personen in 18 Häusern, 1971 110 Personen in 23 Häusern, 1981 143 Personen in 33 Häusern, 1991 126 Personen in 36 Häusern, 2001 116 Personen in 37 Häusern gezählt. 2007 war der Bevölkerungsstand 127 Personen und 2011 126.

## Verkehr
Auhof ist seit dem Beginn des 16. Jahrhunderts durch die Hauderer-Straße an das öffentliche Straßennetz angeschlossen und liegt an der Donau Straße. In den 2010er-Jahren wurde nach der Eröffnung der ebenfalls durch Auhof führenden Umfahrung von Perg die bisherige Trasse der Donau Straße ins Gemeindestraßennetz der Stadt Perg übernommen.
Seit der Errichtung der Machlandbahn (Donauuferbahn) befand sich in Auhof die Bahn-Haltestelle für die Katastralgemeinde und bis 1938 selbständige Gemeinde Pergkirchen. Die Haltestelle wurde Ende der 1990er-Jahre ins Schulzentrum im Süden des Perger Stadtgebietes verlegt.